# Красная Пресня (Костанайская область)
Красная Пресня (каз. Красная Пресня) — село в Мендыкаринском районе Костанайской области Казахстана. Административный центр Краснопресненского сельского округа. Находится примерно в 51 км к северо-востоку от районного центра, села Боровского. Код КАТО — 395647100.
В 4 км к северо-западу находится озеро Когалы, в 5 км к северо-западу Алкаколь, в 12 км к западу Тениз, в 17 км к северо-востоку Елшибек, в 2 км к югу от села озеро Быжарган, в 9 км к югу Акпас, в 10 км к югу — Жарколь.

## Население
В 1999 году население села составляло 1736 человек (837 мужчин и 899 женщин). По данным переписи 2009 года, в селе проживал 1221 человек (536 мужчин и 685 женщин). По данным переписи 2021 года, в селе проживало 950 человек (473 мужчины и 477 женщин).